# はらり
『はらり』は、吉岡亜衣加の1枚目のオリジナルアルバム。2009年9月2日にティームエンタテインメントから発売された。

## 概要
薄桜鬼関連タイアップ曲が多数収録されている。ボーナストラックとして、「はらり」のアコースティックver.が収録されている。

## 収録曲
1. はらり [3:46]
作詞：加々美亜矢、作曲：澤口和彦、編曲：太田美知彦
  - PS2ゲーム『薄桜鬼 〜新選組奇譚〜』オープニングテーマ
2. 闇の彼方まで [4:29]
作詞：日山尚、作曲・編曲：上野義雄
  - PSPゲーム『薄桜鬼 ポータブル』オープニングテーマ
3. 想い出はそばに [5:20]
作詞：上園彩結音、作曲・編曲：末広健一郎
  - PSPゲーム『薄桜鬼 ポータブル』エンディングテーマ
4. Wish〜出逢いを越えて〜 -Album Ver.- [3:54]
作詞・作曲：吉岡亜衣加、編曲：上野義雄
  - DSゲーム『ふしぎ遊戯 DS』オープニングテーマ
5. 優しく廻る -Album Ver.- [5:00]
作詞：雪野梨沙、作曲：吉岡亜衣加、編曲：根岸貴幸
  - PS2ゲーム『L2 Love×Loop』挿入歌
6. 花びらの刻 [4:17]
作詞：上園彩結音、作曲・編曲：上野義雄
  - PS2ゲーム『薄桜鬼 随想録』オープニングテーマ
7. 空の鏡 [5:01]
作詞：上園彩結音、作曲・編曲：末廣健一郎
  - PS2ゲーム『薄桜鬼 随想録』エンディングテーマ
8. 未来に吹く風 [5:03]
作詞：加々美亜矢、作曲・編曲：澤口和彦
9. ココニイル〜虚空の果て〜 [4:44]
作詞：うらん、作曲・編曲：TATSUYA
  - PS2ゲーム『薄桜鬼 〜新選組奇譚〜』エンディングテーマ
10. Sincerely [4:56]
作詞：こだまさおり、作曲・編曲：上野義雄
11. つぼみ [5:24]
作詞・作曲：吉岡亜衣加、編曲：上野義雄
12. はらり アコースティックVer. [4:17]（ボーナストラック）
作詞：加々美亜矢、作曲・編曲：澤口和彦